# Félix Roulin
Pour les personnes ayant le même patronyme, voir Roulin.
Félix Roulin est un sculpteur belge, né le 21 août 1931 à Dinant (Belgique).

## Biographie
Il est élève, puis professeur à l'École des Métiers d'Arts de l'abbaye de Maredsous.
Il est professeur d'art du métal, puis professeur de sculpture à l'Institut Supérieur d'Architecture et d'Art Visuel de La Cambre à Bruxelles, de 1962 à 1996.
Il dispose, depuis 1980, d'un grand atelier de fonderie dans une ferme du XVIIe siècle à Biesmerée (commune de Mettet, province de Namur, Belgique).
Il est le grand-père de la chanteuse Iliona.

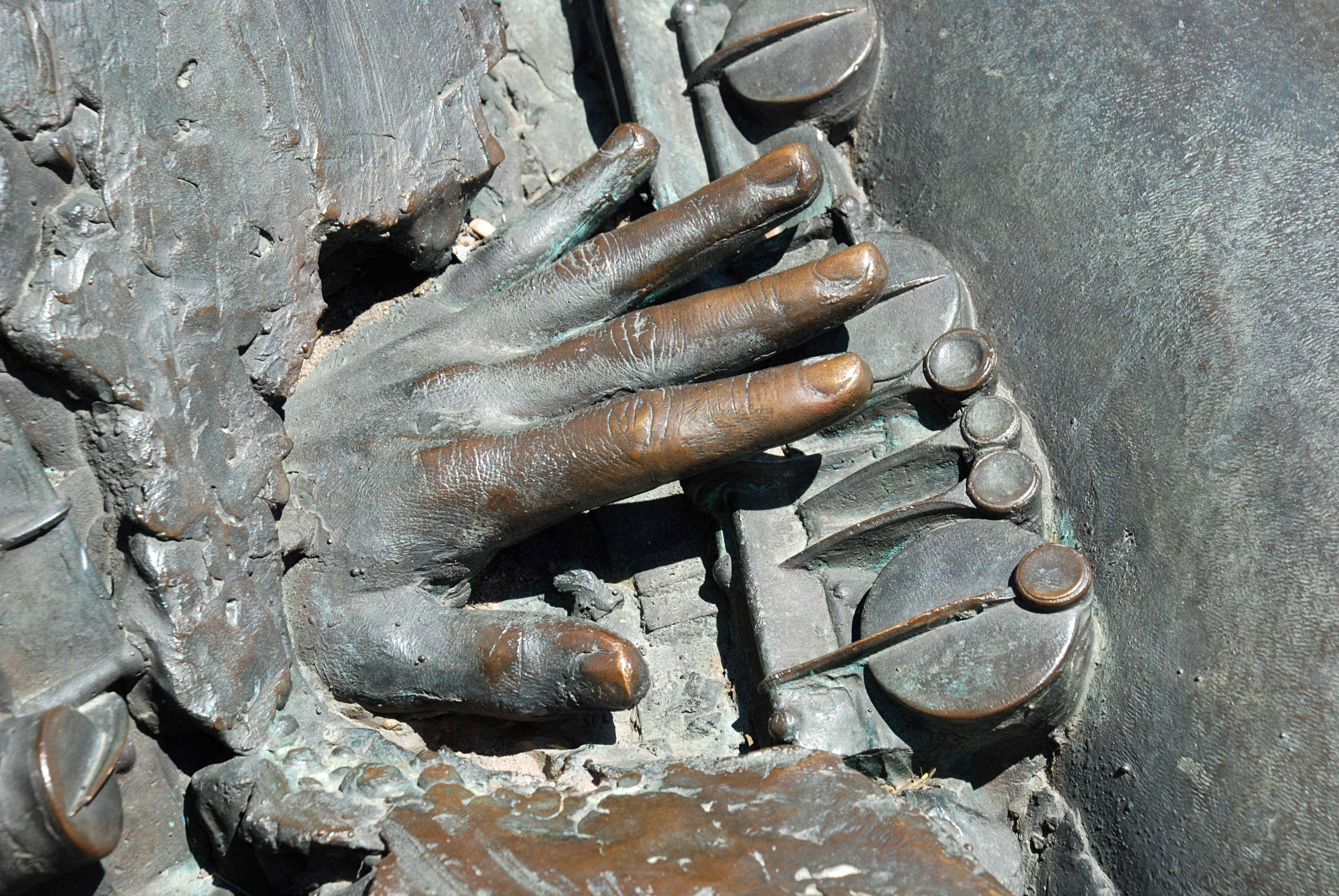
Monument Adolphe Sax à Dinant (détail).
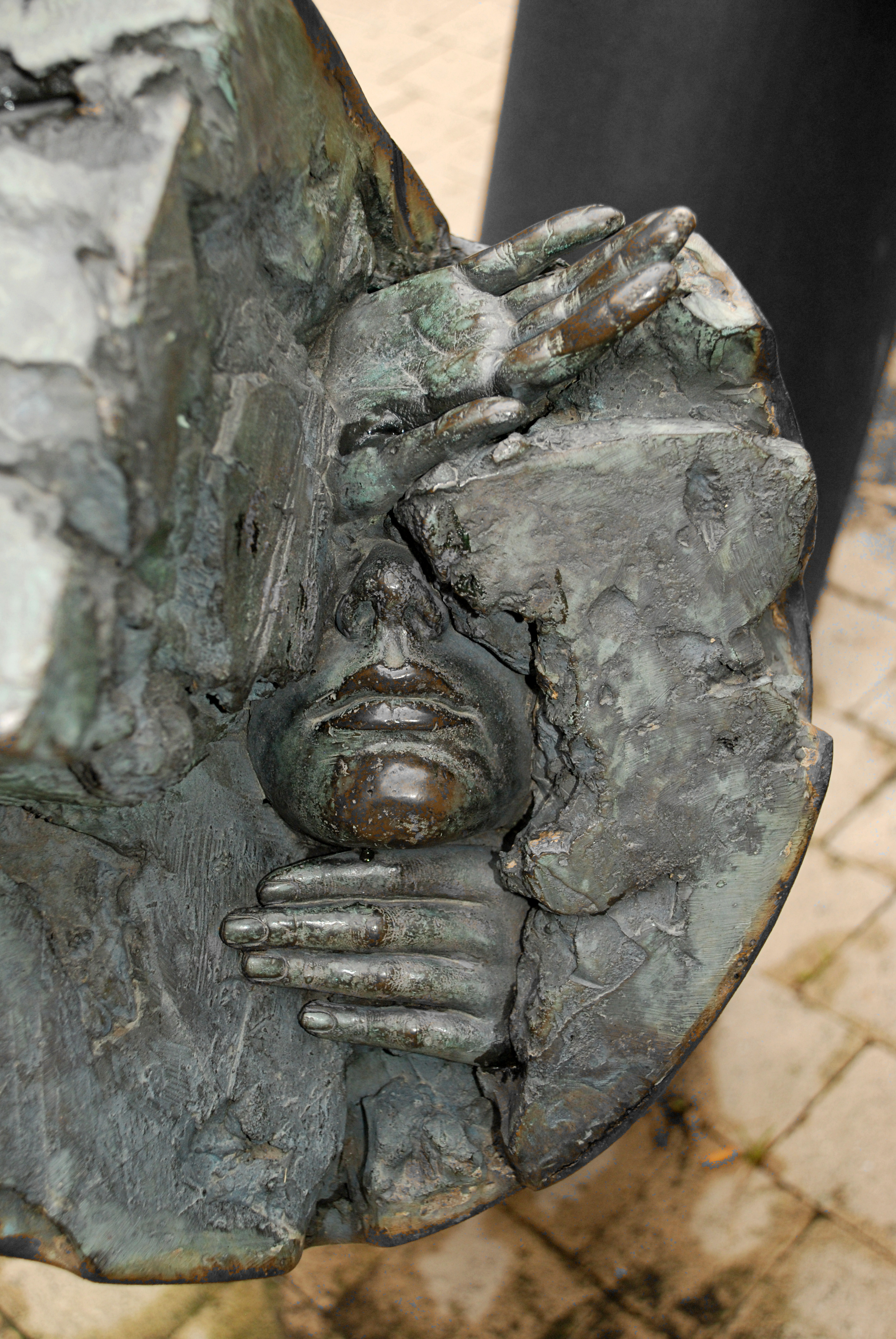
« Œuvre sans titre » Louvain-la-Neuve.

## Prix

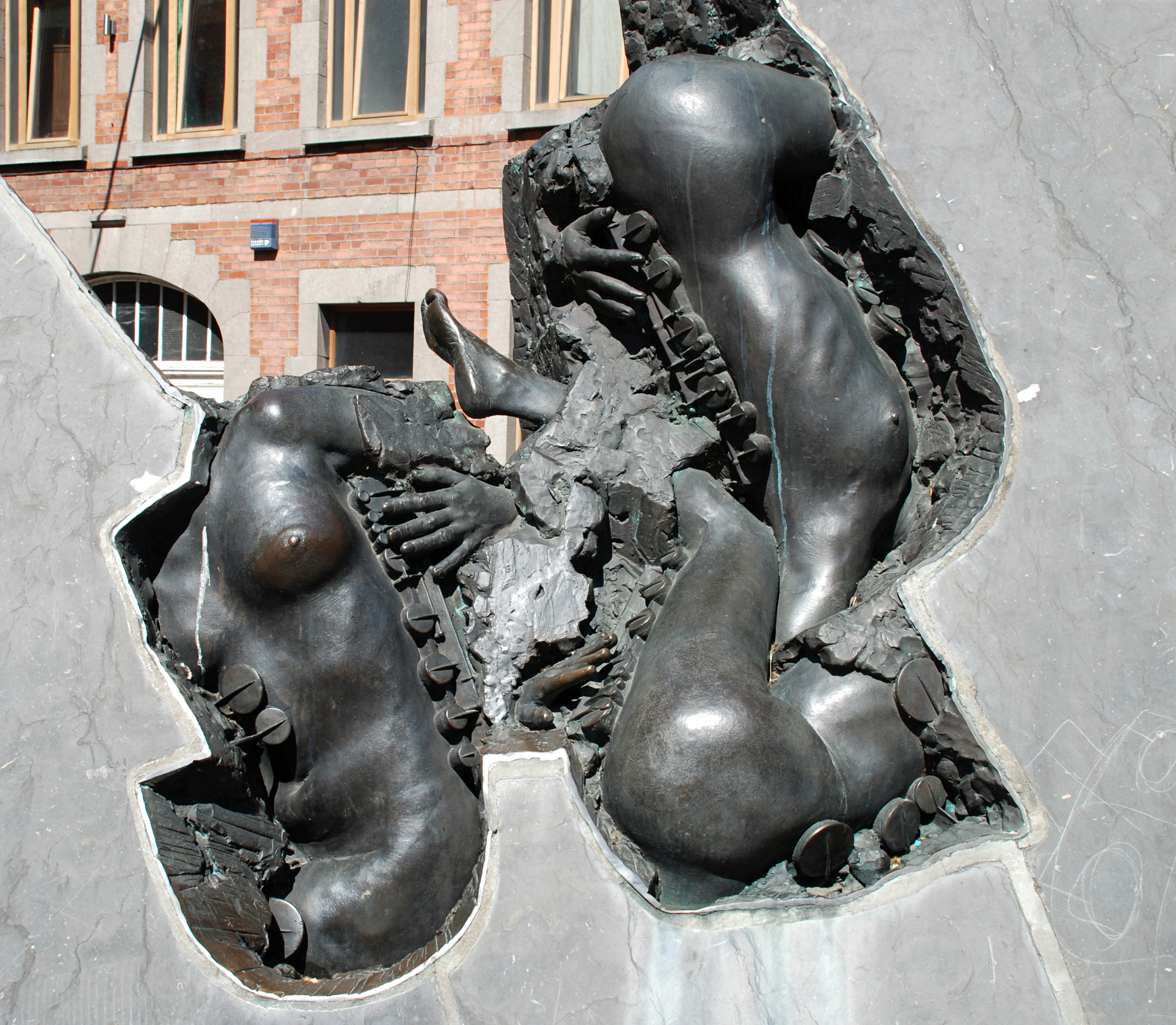
Monument Adolphe Sax à Dinant :
les « femmes saxophones ».

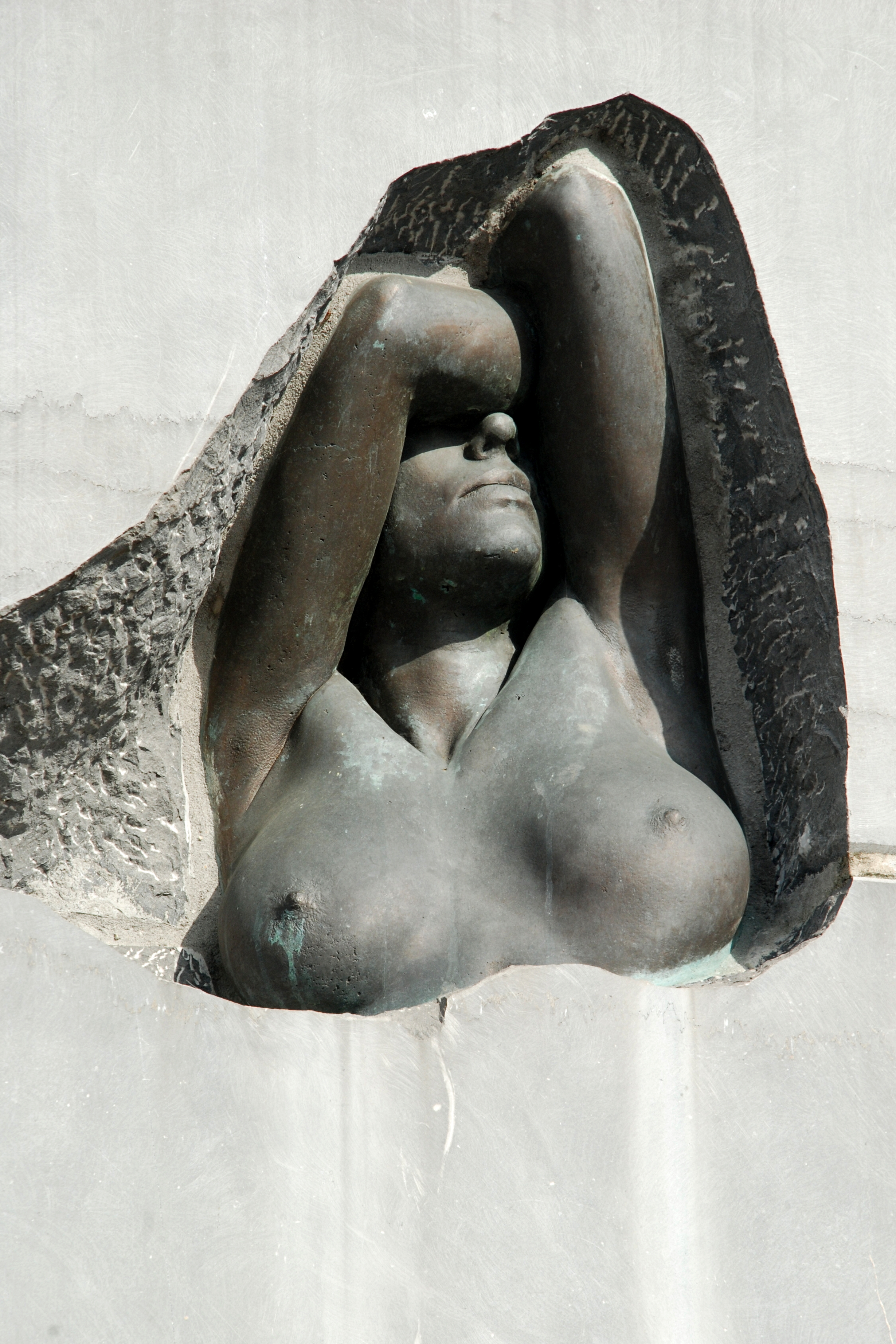
« Arche du Millénaire »
à Andenne (détail).

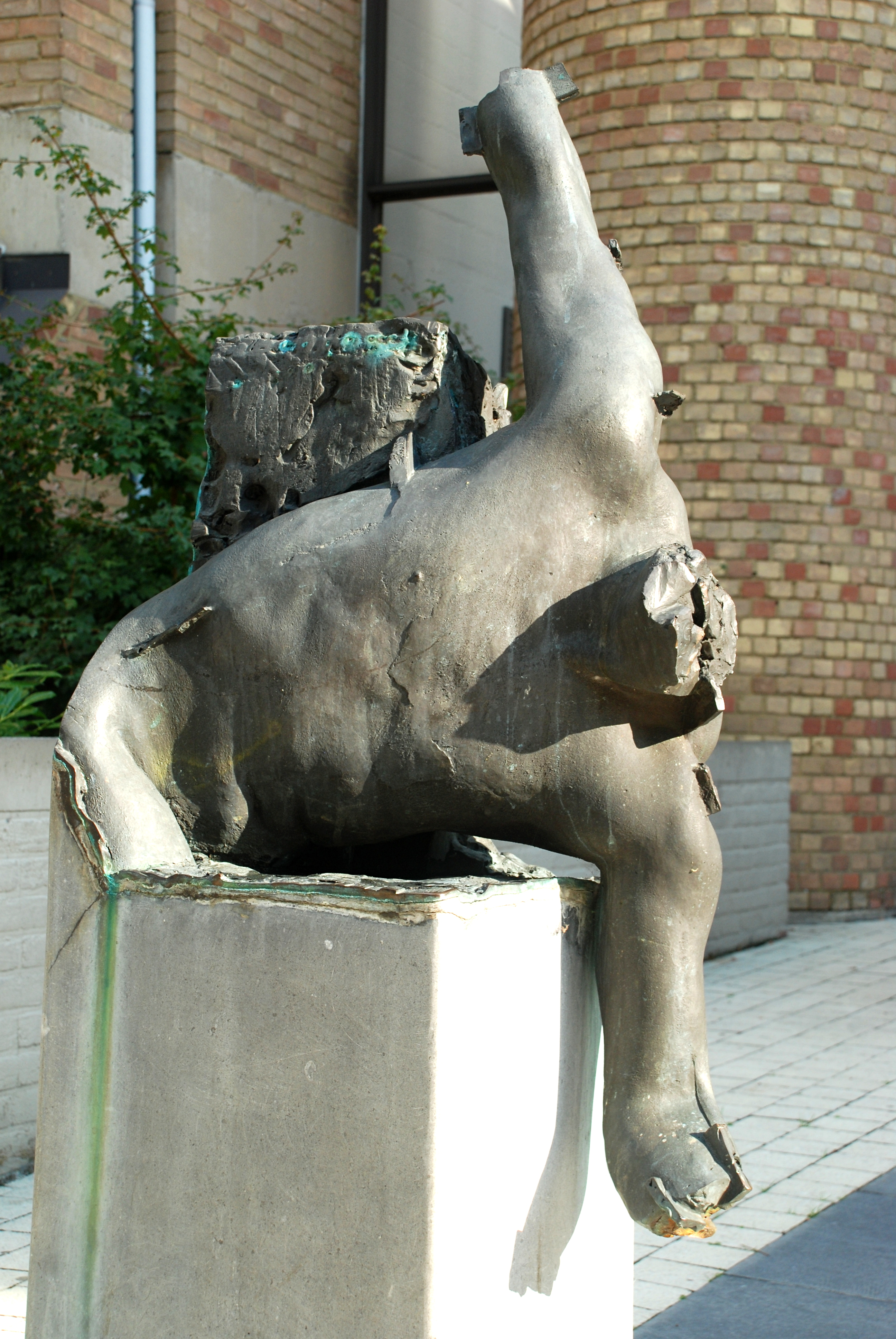
Place Pierre de Coubertin
à Louvain-la-Neuve.

- En 1961, Félix Roulin est lauréat du Prix de la jeune sculpture belge.
- Il est lauréat de la Biennale de Paris où il reçoit le Prix du Musée Rodin.

## Hommage
Une de ses œuvres est représentée sur la Fresque des Wallons à Namur.

## Expositions

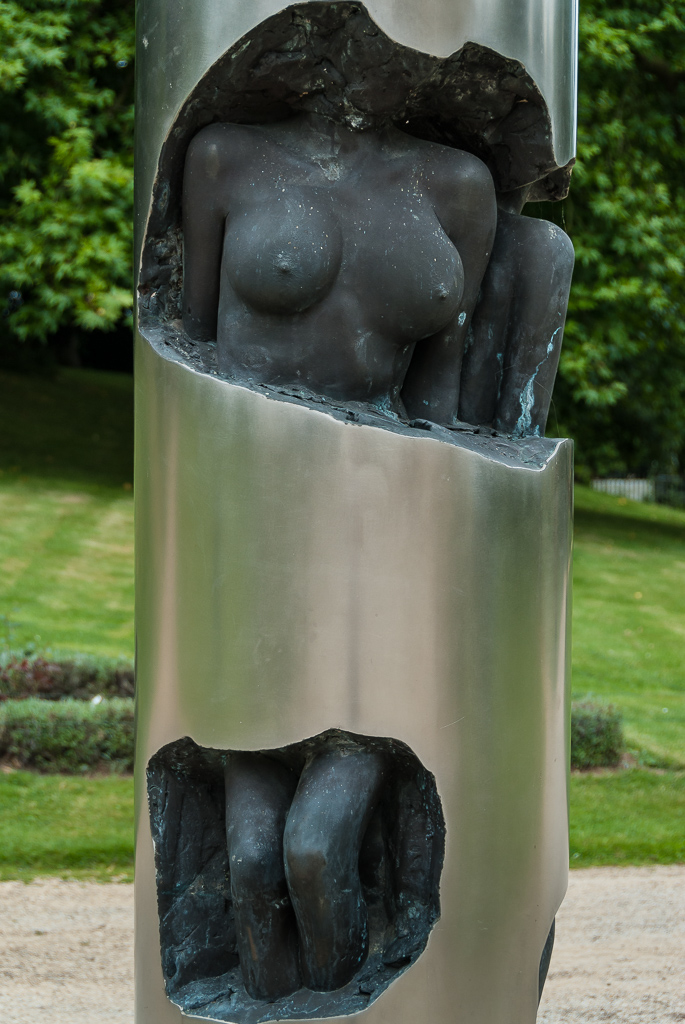
Sculptures monumentales, exposition au château de Fontaine-Henry 2008

Il expose un peu partout dans le monde, notamment à la Biennale de Paris en 1966, à la XIVe Biennale de São Paulo en 1967 et à la Biennale du Middelheim (Anvers) en 1974.
Les expositions personnelles principales sont :
- à la Galerie Anderson-Mayer à Paris en 1965
- au Palais des Beaux-Arts de Bruxelles en 1971
- à la Galerie Fred Lanzenberg à Bruxelles en 1977
- au Musée Saint-Georges à Liège en 1979
- à la Galerie Protée à Paris en 1986
- à Espace-Partenaires à Hamois en 1990
- à Dinant en 1994
- à Louvain-la-Neuve en 95, 97, 99
- à Nivelles en 1997
- dans le Prieuré d'Anseremme en 1998
- à Freÿr, près de Dinant, en 2000
- à la Galerie Cap d'Art à Genval, en 2003

## Sculpturespubliques

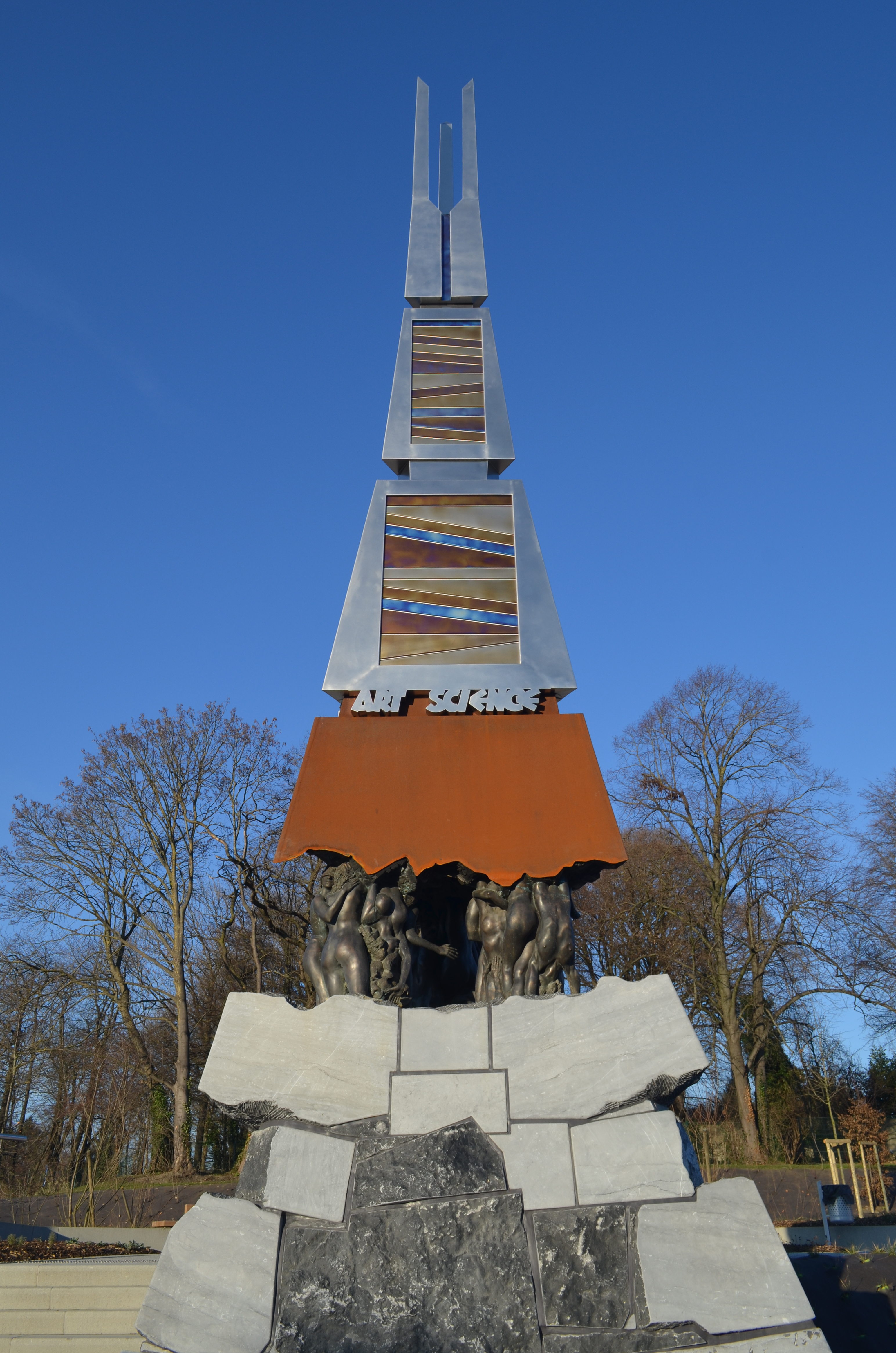
« Les Âges de l'Humanité » à Charleroi.

Félix Roulin réalise des sculptures dans les espaces publics, notamment :
- à Namur (1966)
- à Ronquières (1967)
- à Lessives (1972)
- des portes au Grand Hornu (1973)
- à la station Thieffry du métro de Bruxelles (1976)
- dans le parc scientifique Einstein à Louvain-la-Neuve (1977)
- un mur sculpture au Centre Wallonie-Bruxelles à Paris (1979)
- « Monument du Marcheur » à Gerpinnes (1980)
- à Liège au Musée d'art contemporain en plein air du Sart Tilman[2], Université de Liège (1981)
- « Monument Adolphe Sax » à Dinant (1994)
- à Namur (1995)
- « monument T'Serclaes » Tilly (1996)
- « Hommage au corps en douze fragments, attitudes et mouvements », place Pierre de Coubertin à Louvain-la-Neuve (1996)
- « Œuvre sans titre », place Blaise Pascal à Louvain-la-Neuve (1997)
- au Théâtre de la Place des Martyrs à Bruxelles (1998)
- à Moncton (Nouveau-Brunswick, Canada) en 1999
- « Arche du Millénaire » à Andenne, en 2001.
- « Les Âges de l'Humanité », hôpital civil Marie Curie à Charleroi, en 2016.

Pour la ville de Nivelles, en 1982, une sculpture très particulière, à la fois sculpture et pièce d'orfèvrerie, a été réalisée : la châsse de sainte Gertrude de Nivelles.
L'ancienne châsse de sainte Gertrude est détruite pendant la Seconde Guerre mondiale, mais les reliques de la sainte pourront heureusement être récupérées. Plutôt que de restaurer la châsse, trop abimée, il fut décidé d'en confier la construction d'une nouvelle à Félix Roulin en 1978. Cette nouvelle châsse, appelée contemporaine, contient des fragments de l'ancienne châsse sur ses parois avant et arrière, et est constituée d'un élément central contenant les reliques et de quatre éléments articulés permettant de lui faire prendre trois formes (horizontale, châsse classique et verticale) suivant les circonstances.

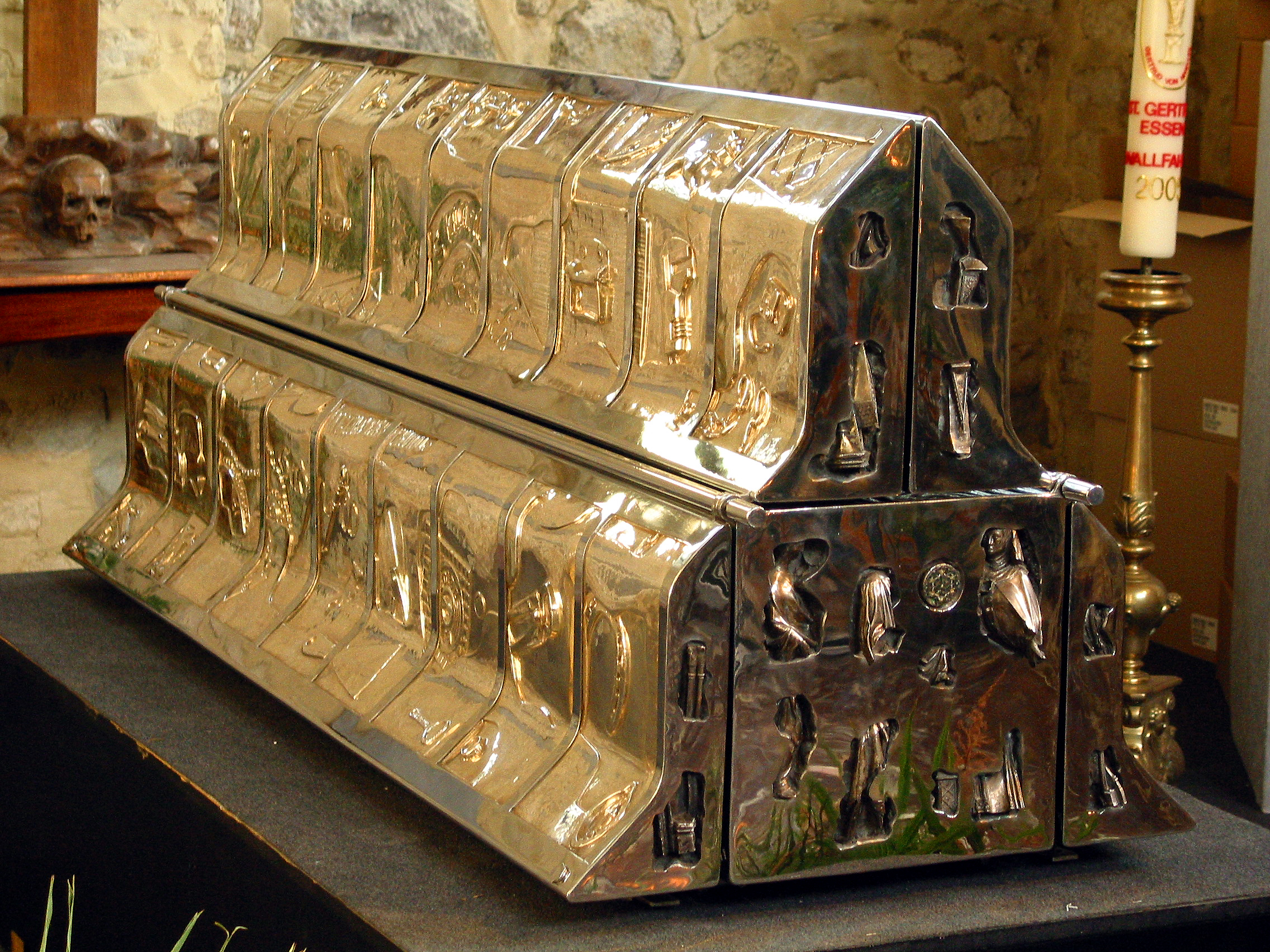
Châsse de sainte Gertrude (dans sa position châsse classique)
(Collégiale Sainte-Gertrude de Nivelles)